# Lenin-Weg
Der Lenin-Weg ist ein Höhenweg in der Tatra in Polen.

## Lage und Route

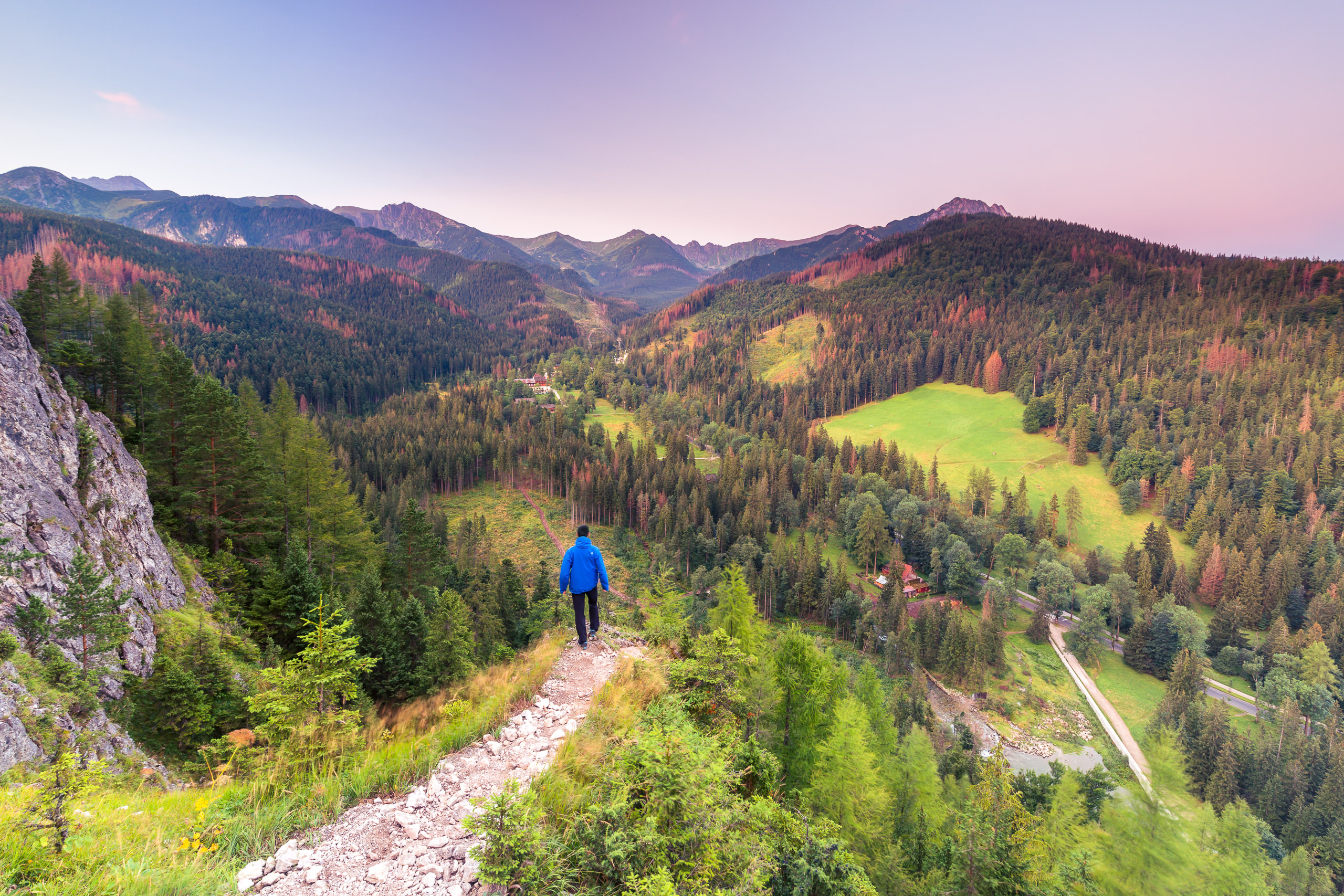
Beginn des Wanderwegs in Kuźnice

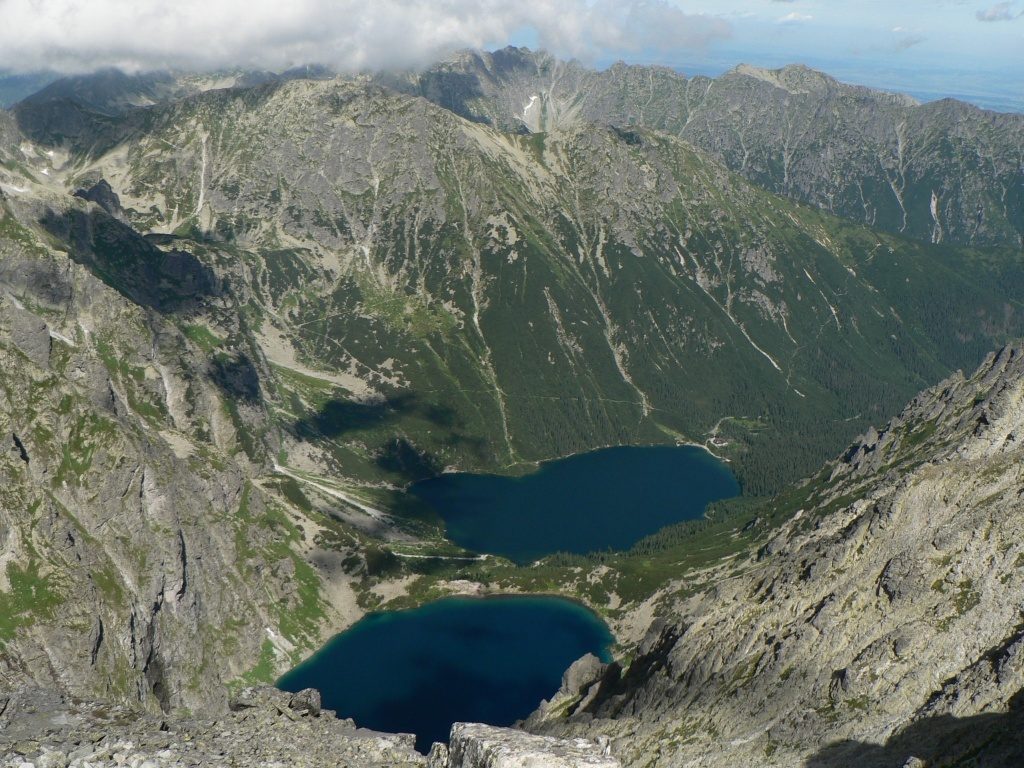
Höchster Wegabschnitt am Rysy

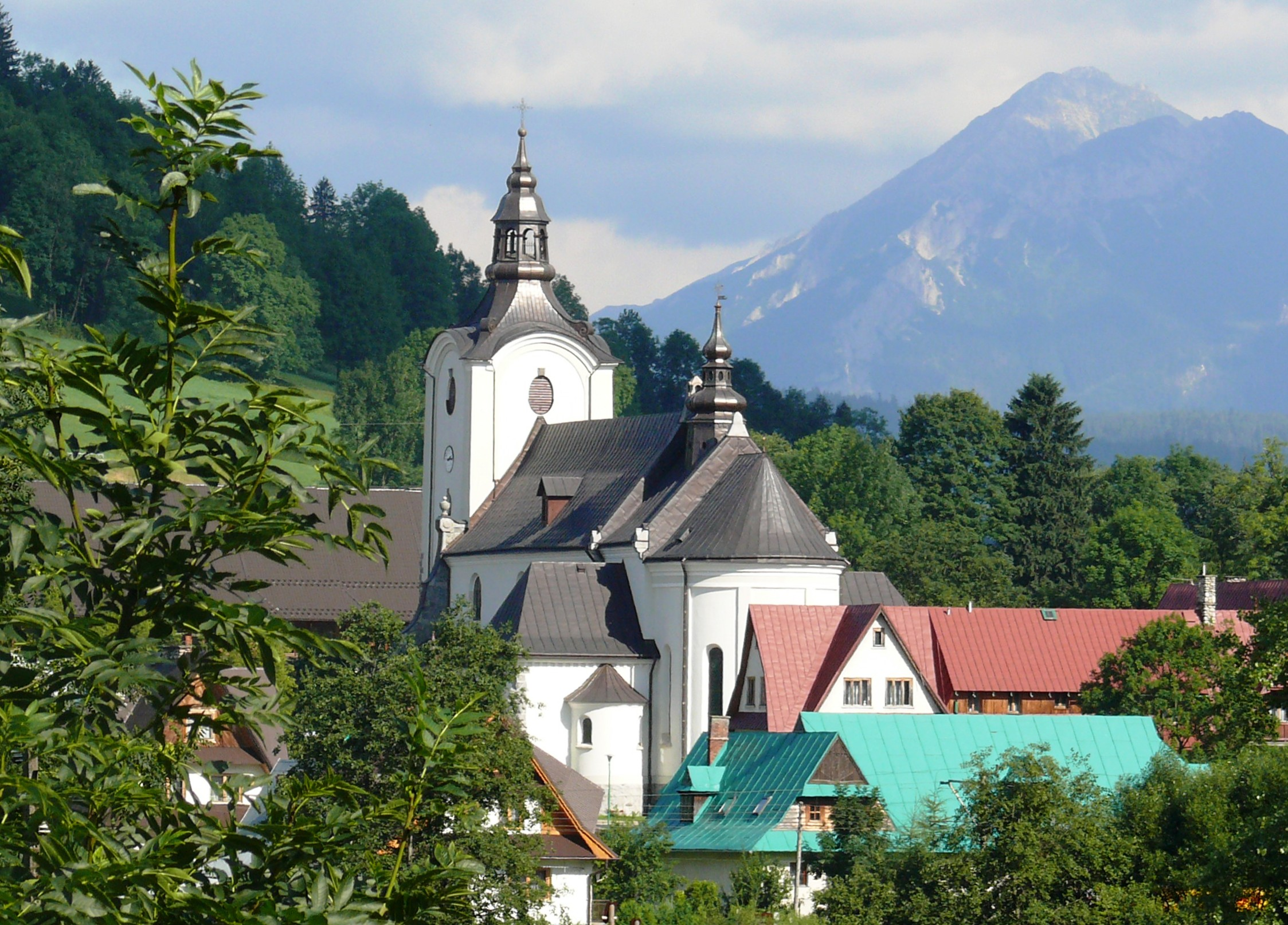
Ende des Wanderwegs in Poronin

Der Weg beginnt im Zakopaner Stadtteil Kuźnice und führt auf den höchsten Berg Polens Rysy sowie zurück ins Tal zum ehemaligen Lenin-Museum in Poronin. Der genaue Verlauf ist: Kuźnice, Boczań, Wysokie, Diabełek, Przełęcz między Kopami, Królowa Rówień, Hala Gąsienicowa, Kamień Karłowicza, Czarny Staw Gąsienicowy, Zawratowy Żleb, Zawrat, Wyżnie Solnisko, Niżnie Solnisko, Dolina Pięciu Stawów Polskich, Świstowa Czuba, Świstówka Roztocka, Rówień nad Kępą, Opalone, Meerauge, Czarny Staw pod Rysami, Rysy, Dolina Rybiego Potoku, Rybi Potok, Włosienica, Wodogrzmoty Mickiewicza, Polana pod Wołoszynem, Rusinowa Polana, Goły Wierch Rusinowy, Wierchporoniec, Polana Głodówka, Bukowina Tatrzańska und Stasikówka bis nach  Poronin.

## Geschichte

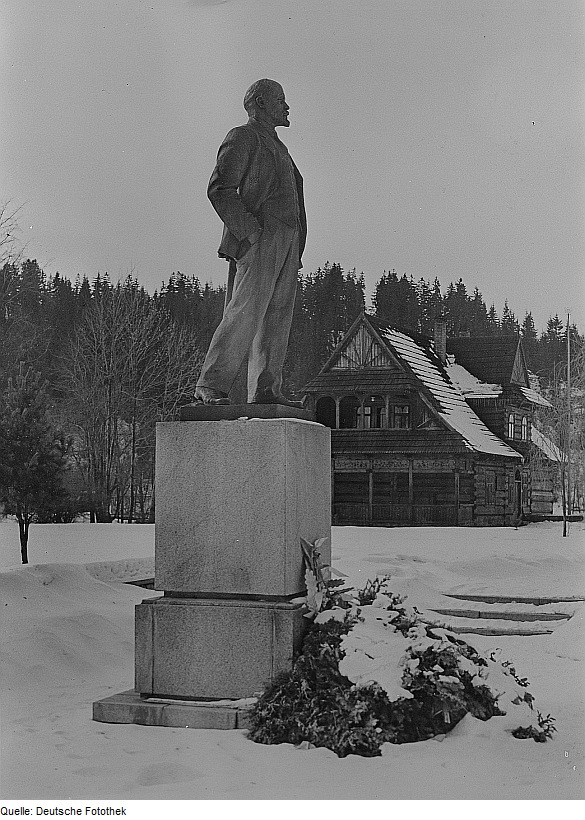
Lenin-Denkmal

Der Wanderweg wurde 1952 nach Wladimir Iljitsch Lenin benannt. Lenin hat mit seiner Frau Nadeschda Konstantinowna Krupskaja und Schwiegermutter 1912 bis 1914 in Galizien gelebt, in den Wintermonaten in Krakau und in den Sommermonaten bis zum Einmarsch der russischen Armee in Galizien am Anfang des Ersten Weltkriegs am Fuße der Tatra in Poronin und Biały Dunajec. Im Gasthaus des Paweł Gut-Mostowski in Poronin hat er während seines Exils mehrere Bolschewiki aus Russland getroffen, unter anderem Josef Stalin. Lenin soll in dieser Zeit auch mehrfach den Weg von Zakopane auf den Rysy gegangen sein. Nach der Besetzung Polens durch die Sowjetunion 1939/1944 wurde der Weg noch zu Stalins Lebzeiten nach Lenin benannt und das Gasthaus in ein Lenin-Museum umgewandelt. Die Namensgebung fand weder bei den Góralen noch bei den Touristen Anklang. Die Wegweiser wurden regelmäßig zerstört, ebenso wie die Ehrentafel auf dem Gipfel des Rysy. Oppositionelle versuchten 1970, das Lenin-Denkmal vor dem Museum zu sprengen und das Museum in Brand zu setzen. Es wurde 1990 geschlossen und das Lenin-Denkmal ins Museum des Sozialistischen Realismus ins Schloss Kozłówka gebracht. Der Weg wurde jedoch nie offiziell umbenannt.